# Johan Jakob Huldén
Johan Jakob Huldén, född 14 april 1880 i Munsala, död 31 juli 1959 i Jakobstad, var en finländsk skolman och författare. Han var bror till Evert Huldén och far till Anders Huldén.
Huldén blev filosofie kandidat 1905 och var 1907–45 verksam som lärare (från 1922 som äldre lektor vid Åbo svenska klassiska lyceum). I bland annat Jakobstads Tidning skrev han under signaturen "Läktar-Jakob" politiska kåserier. Hans självbiografiska utvecklingsroman Janne Stubb söker en väg utkom 1938. Han skrev biografier över bland andra Anders Svedberg (1932) och Severin Johansson (1935) samt hembygdsskildringarna Österbottnisk lustresa (1941) och Österbottningar i vardagsdräkt (1934). Postumt (1962) utgavs Människor och medaljer, ett urval av hans tidningsartiklar.